# Jüdischer Friedhof (Orsoy)

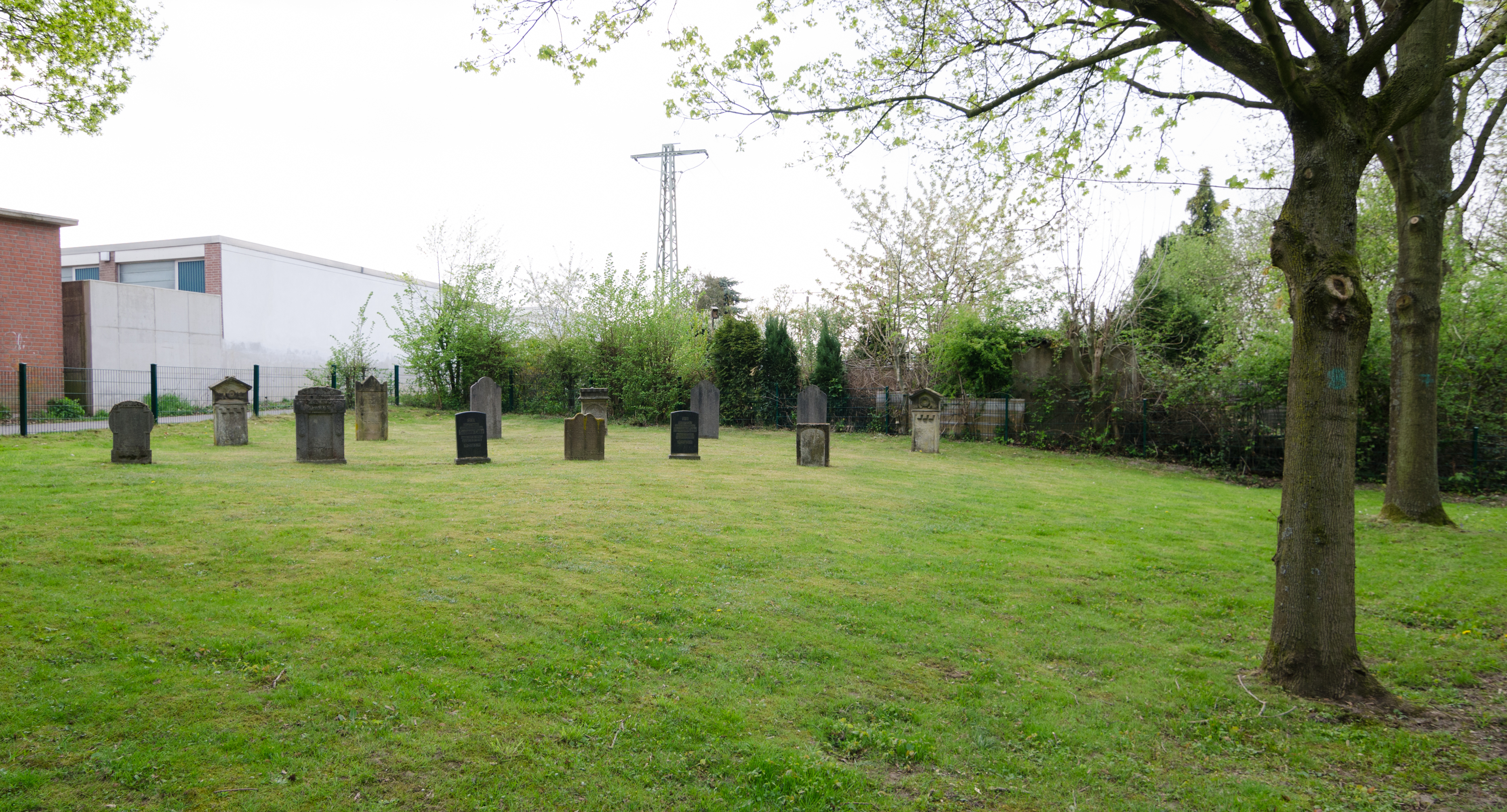
Der jüdische Friedhof in Orsoy (2015)

Der Jüdische Friedhof Orsoy befindet sich in Orsoy, einem Stadtbezirk der Stadt Rheinberg im Kreis Wesel in Nordrhein-Westfalen. Als jüdischer Friedhof ist er ein Baudenkmal und seit dem 16. Januar 2008 unter der Denkmalnummer 199 in der Denkmalliste eingetragen. Auf dem Friedhof am Plankweg/Kuhdyck, der von 1834 bis 1931 belegt wurde, sind 13 Grabsteine erhalten. 